# Université au Bénin
Cette page présente la liste des universités du Bénin. Elles sont sous la tutelle du Ministère de l'Enseignement Supérieur et de la Recherche Scientifique (MERS). Le MERS est le département ministériel du gouvernement béninois chargé de la mise en œuvre de la politique du gouvernement dans les domaines de l’enseignement supérieur et de la recherche scientifique. Les universités publiques et privées sont réparties dans plusieurs villes du Bénin,,,,.

## Universités publiques
- Université d’Abomey-Calavi (UAC)
- Université de Parakou (UP)
- Université Nationale des Sciences, Technologies, Ingénierie et Mathématiques (UNSTIM)
- Université Nationale d’Agriculture (UNA)

## Universités privées
- Université des sciences et technologies du Bénin (USTB)
- Institut Universitaire du Bénin (IUB)
- École supérieure de gestion d'informatique et de sciences (ESGIS)
- École supérieure des sciences avancées et de management (ESTAM)
- École supérieure des télécommunications du Bénin (ESTB)
- Université Polytechnique Internationale Obiang Nguema Mbasogo (UPI-ONM), anciennement Université polytechnique internationale du Bénin (UPIB)
- Université africaine de technologie et de management (UATM)
- École du patrimoine africain
- Les Cours Sonou
- Haute école de commerce et de management (HECM)

## Galerie des universités du Bénin

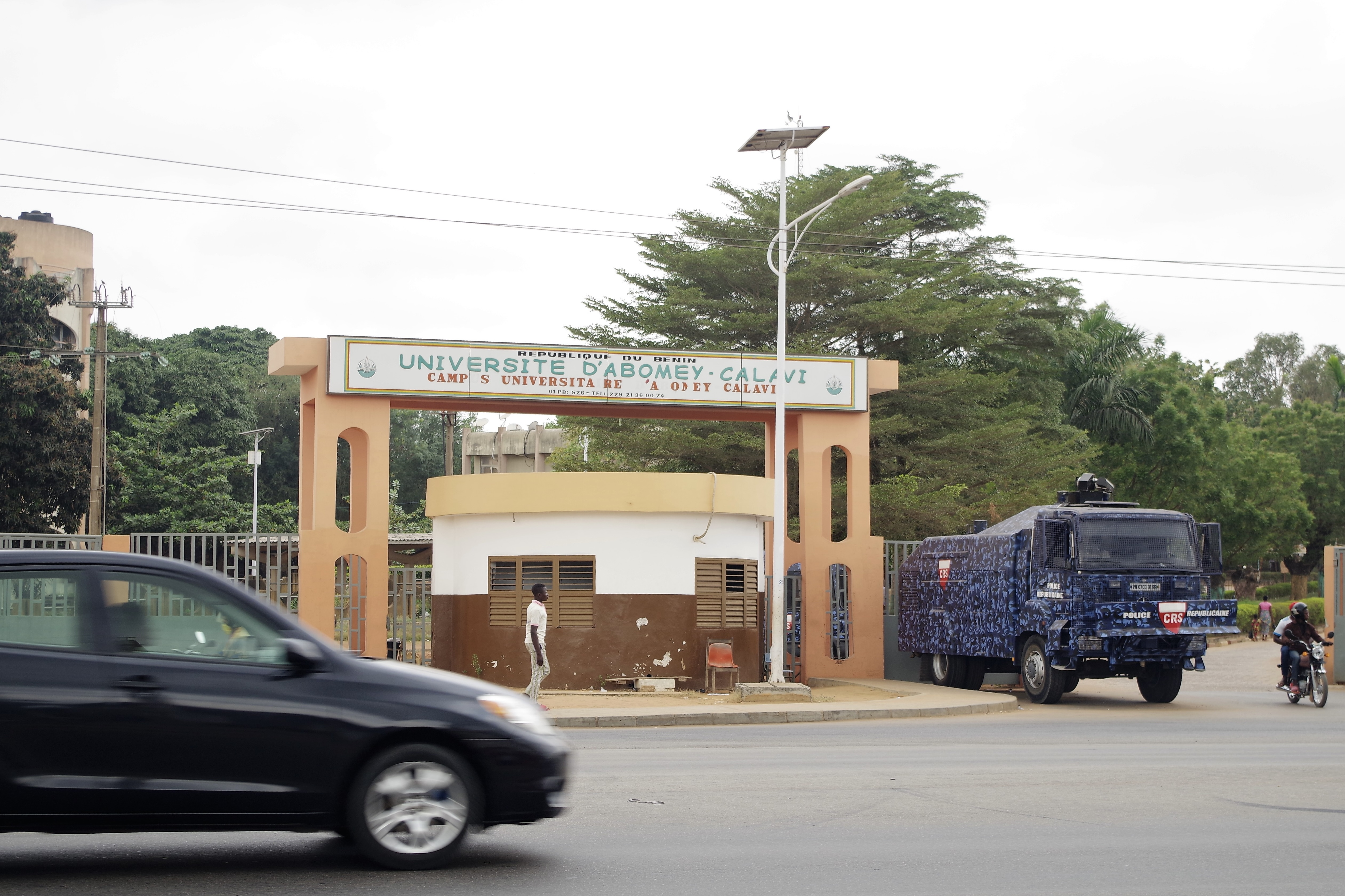
L'Université d'Abomey-Calavi (UAC)-Bénin
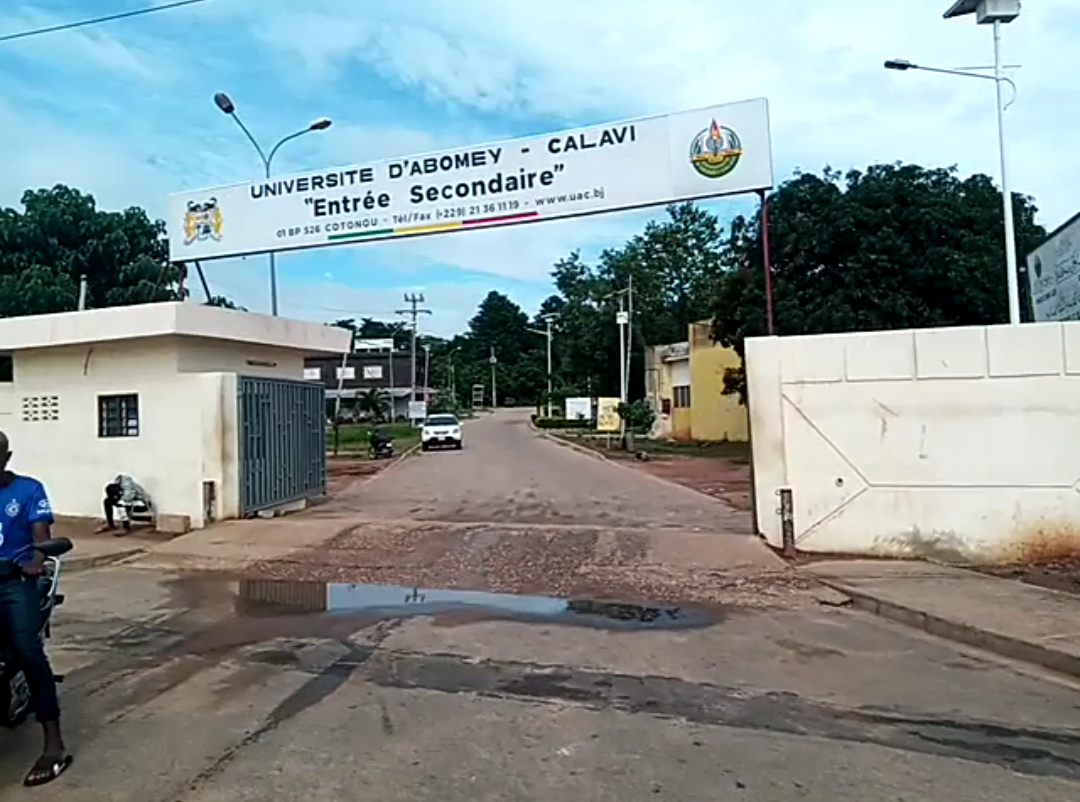
Portail secondaire UAC
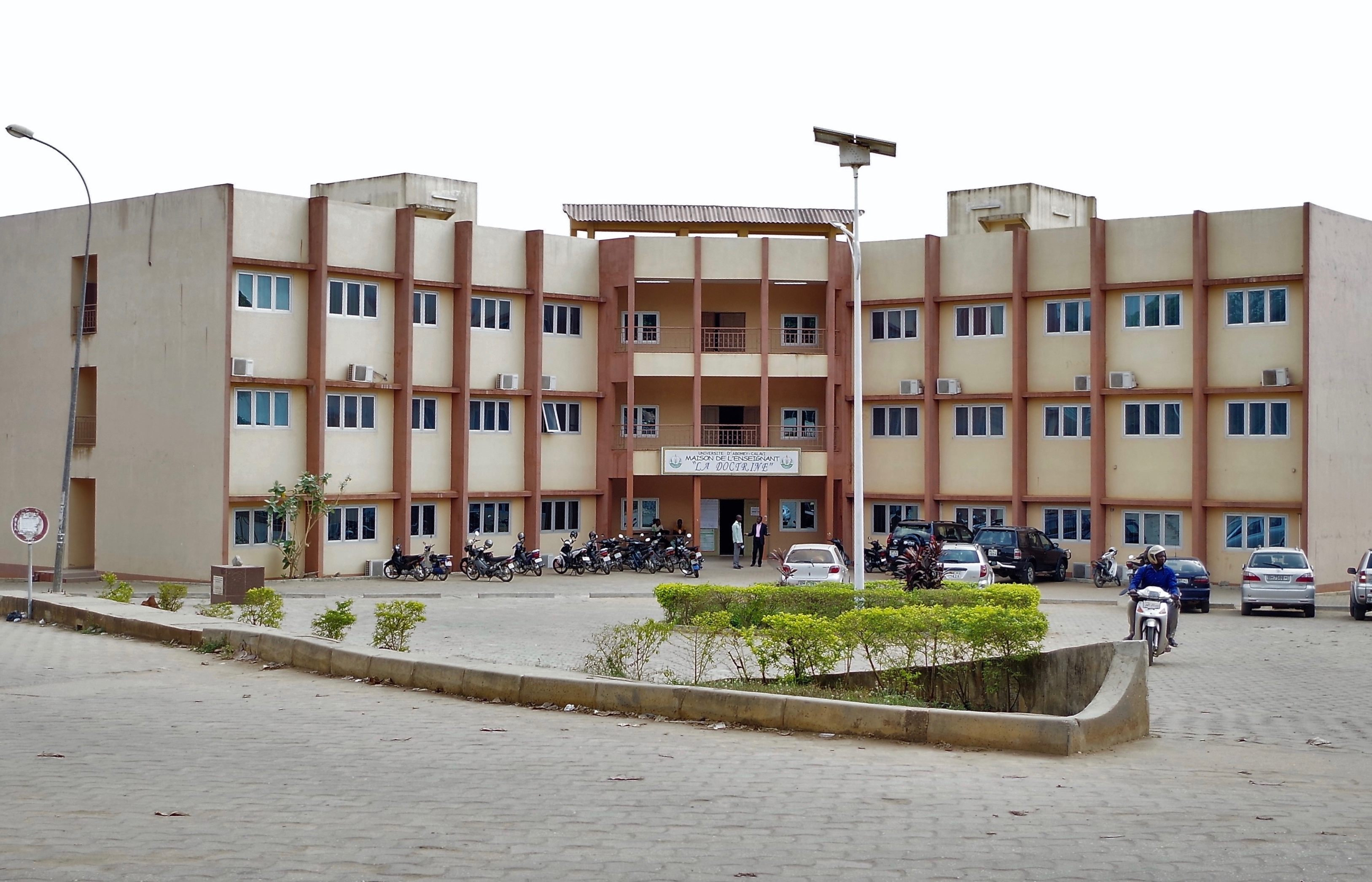
Maison de l'enseignant à l'Université d'Abomey-Calavi-Bénin
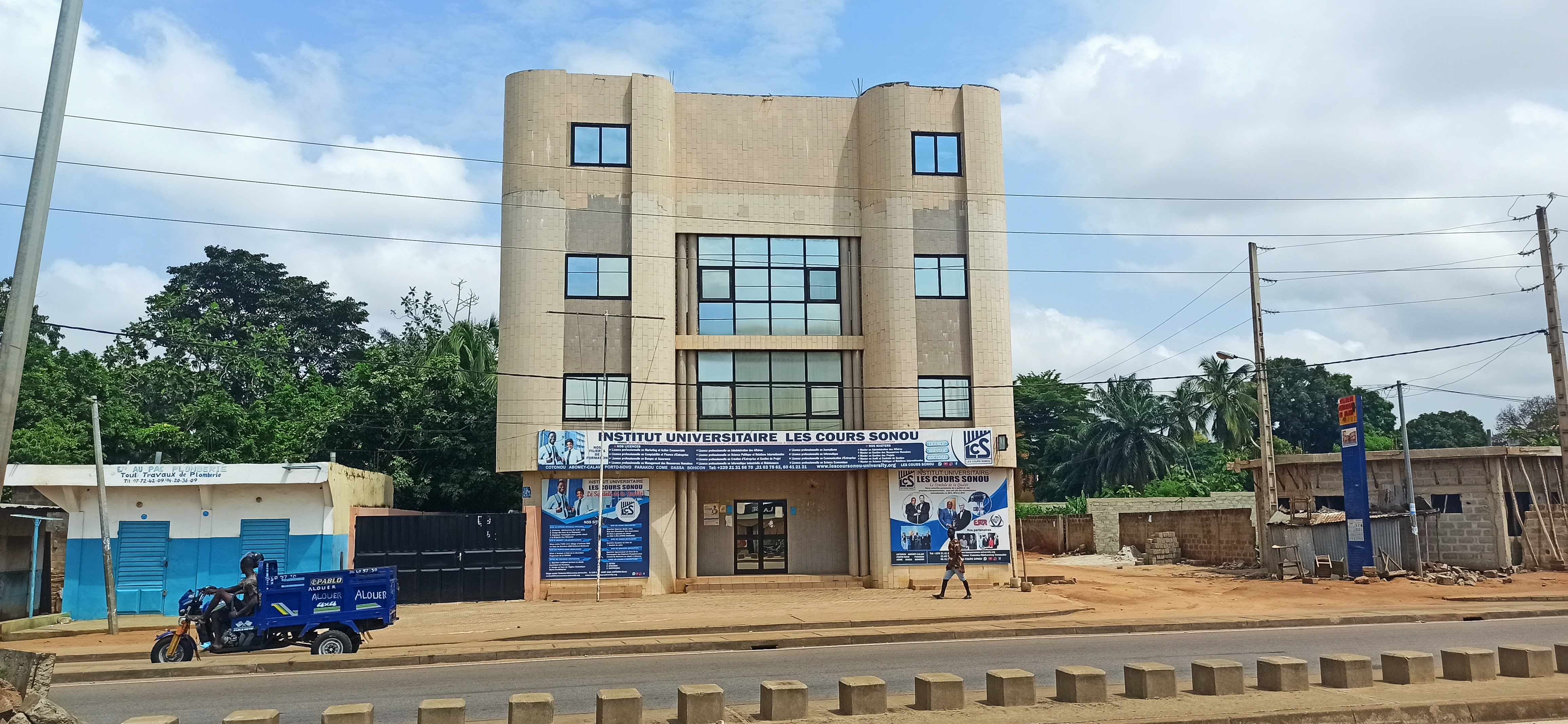
Les cours Sonou, Université de Calavi
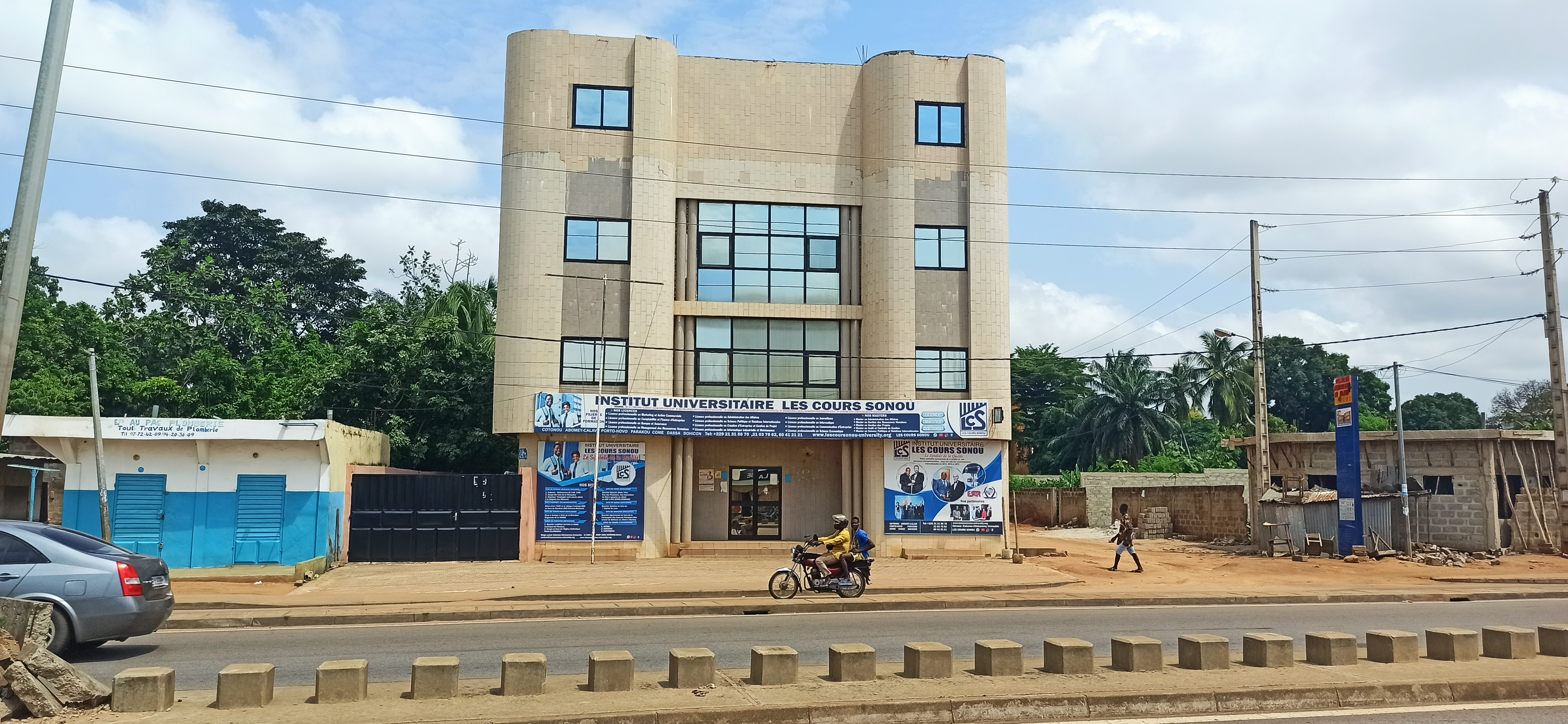
Les cours Sonou, Université de Calavi (vue complète)
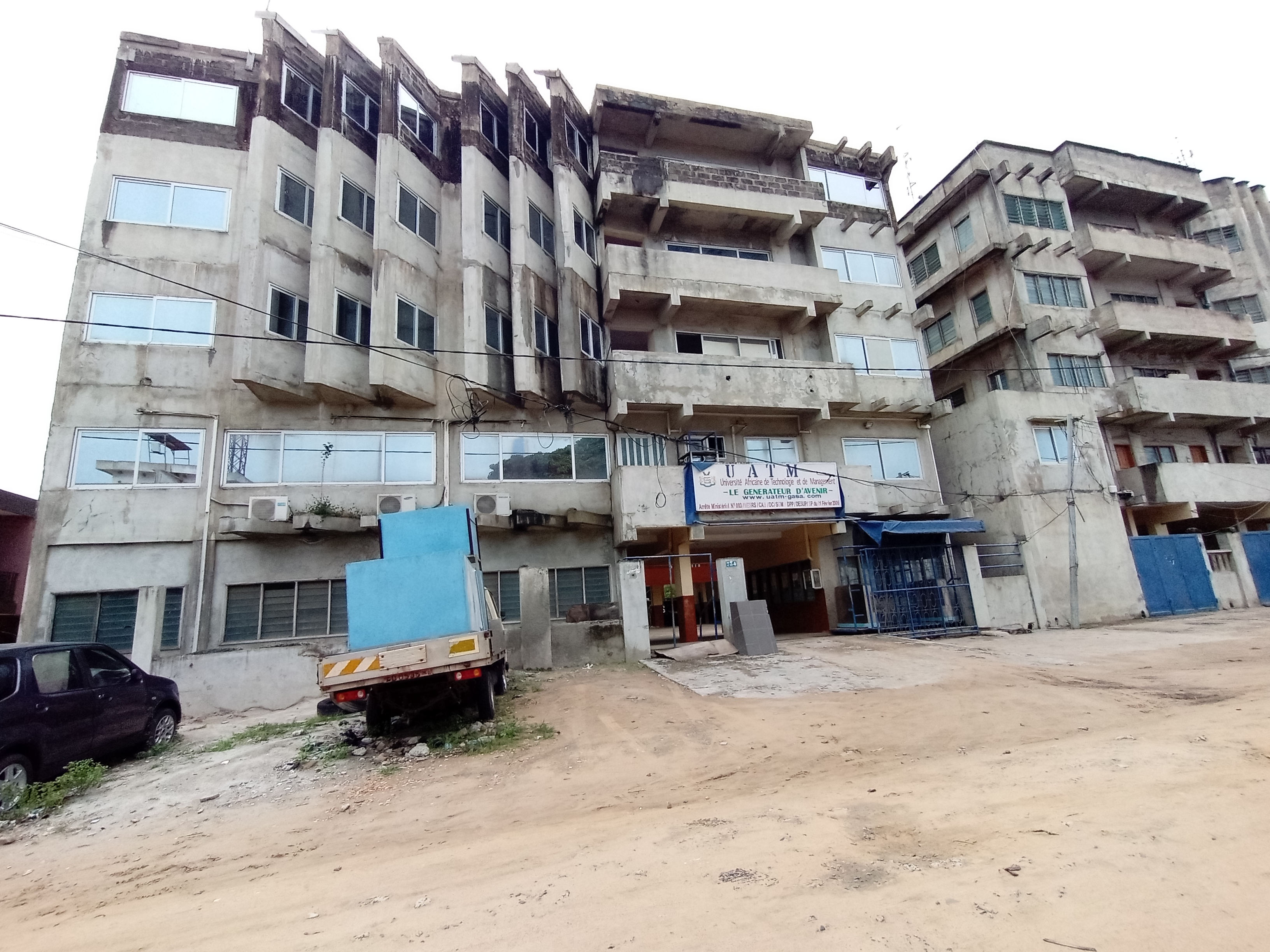
Université africaine de technologie et de management (UATM)
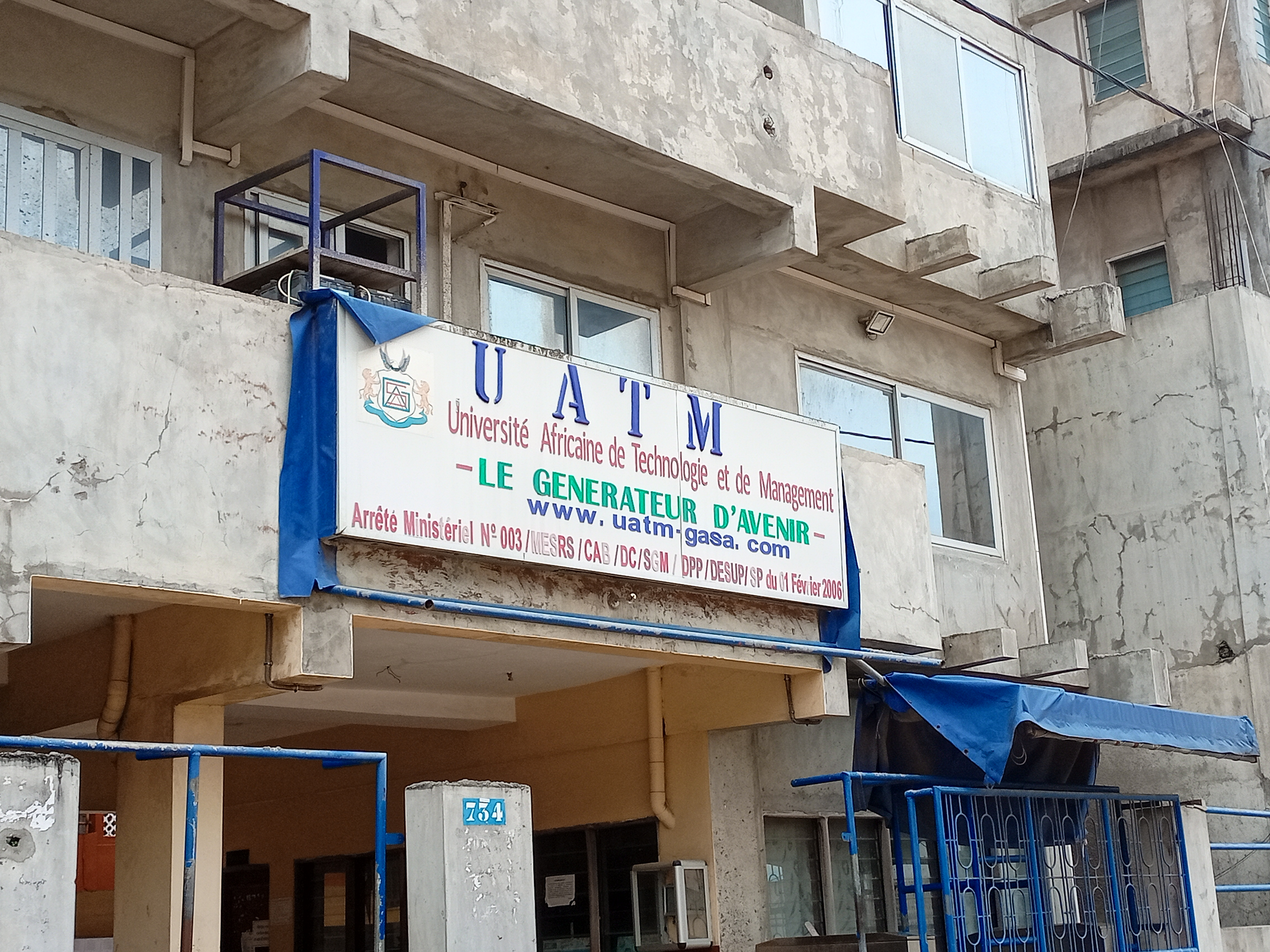
Entrée principale de l'Université africaine de technologie et de management
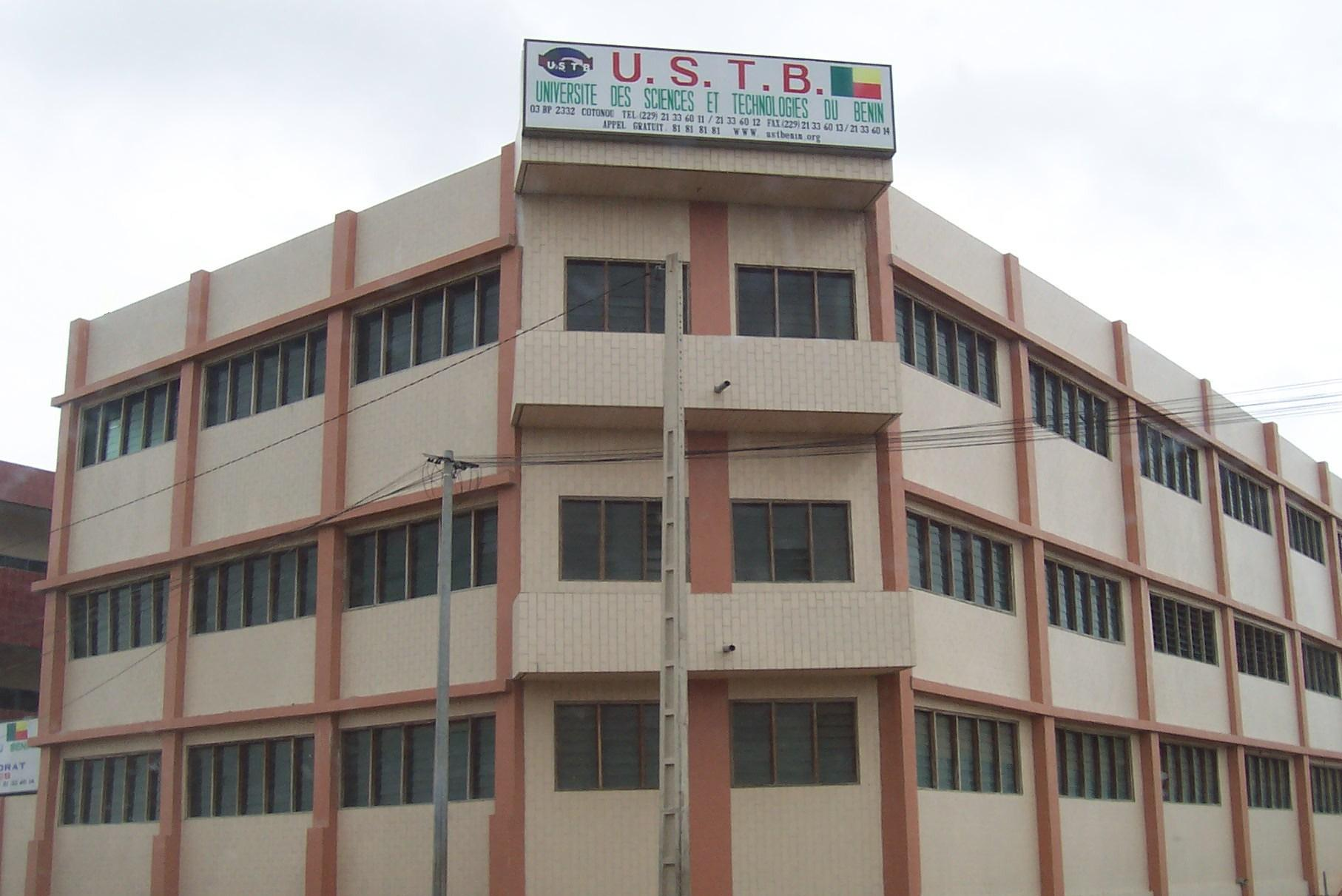
USTB, domaine universitaire de Kpondéhou, Cotonou
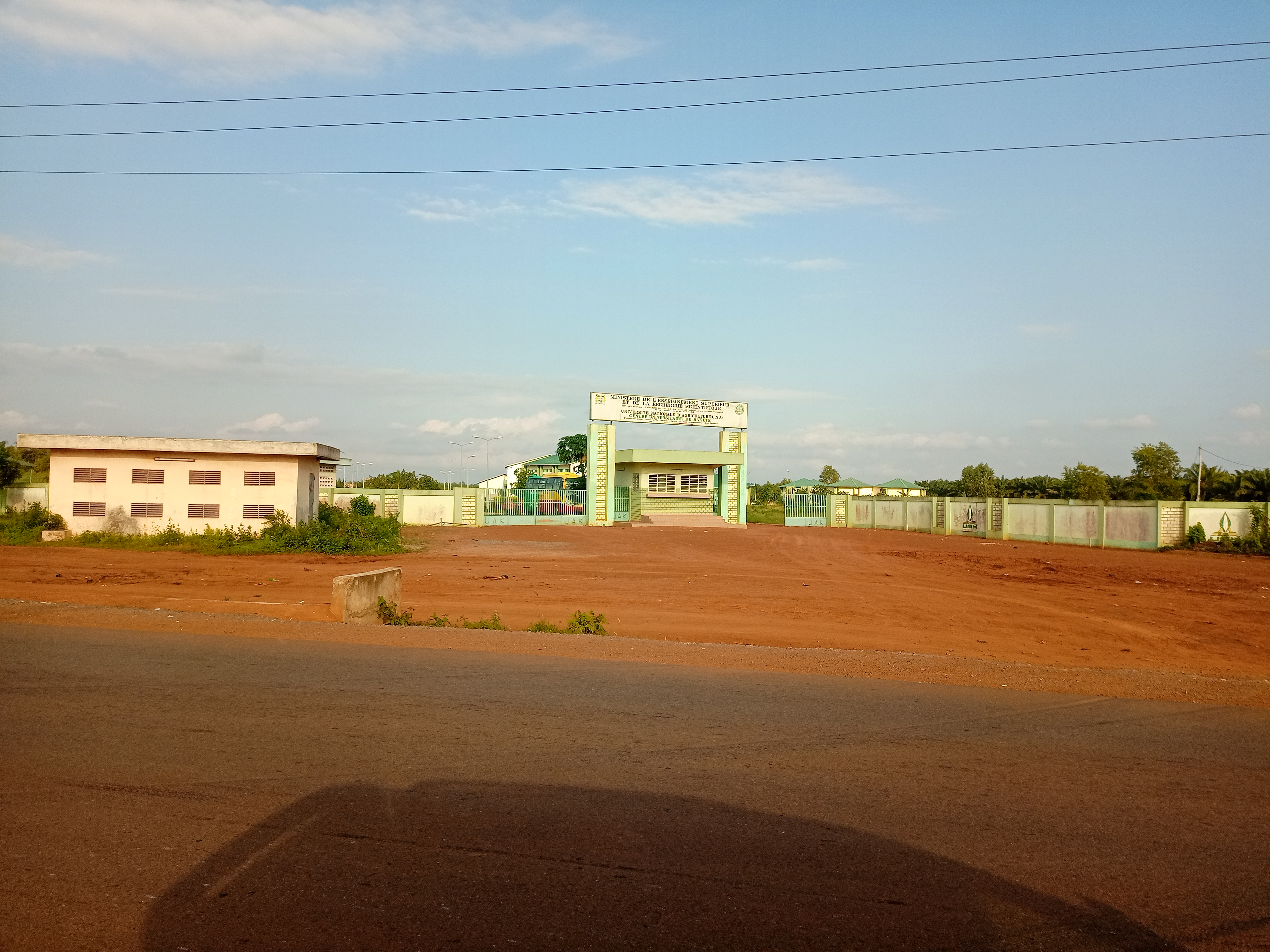
Centre universitaire de Sakéké
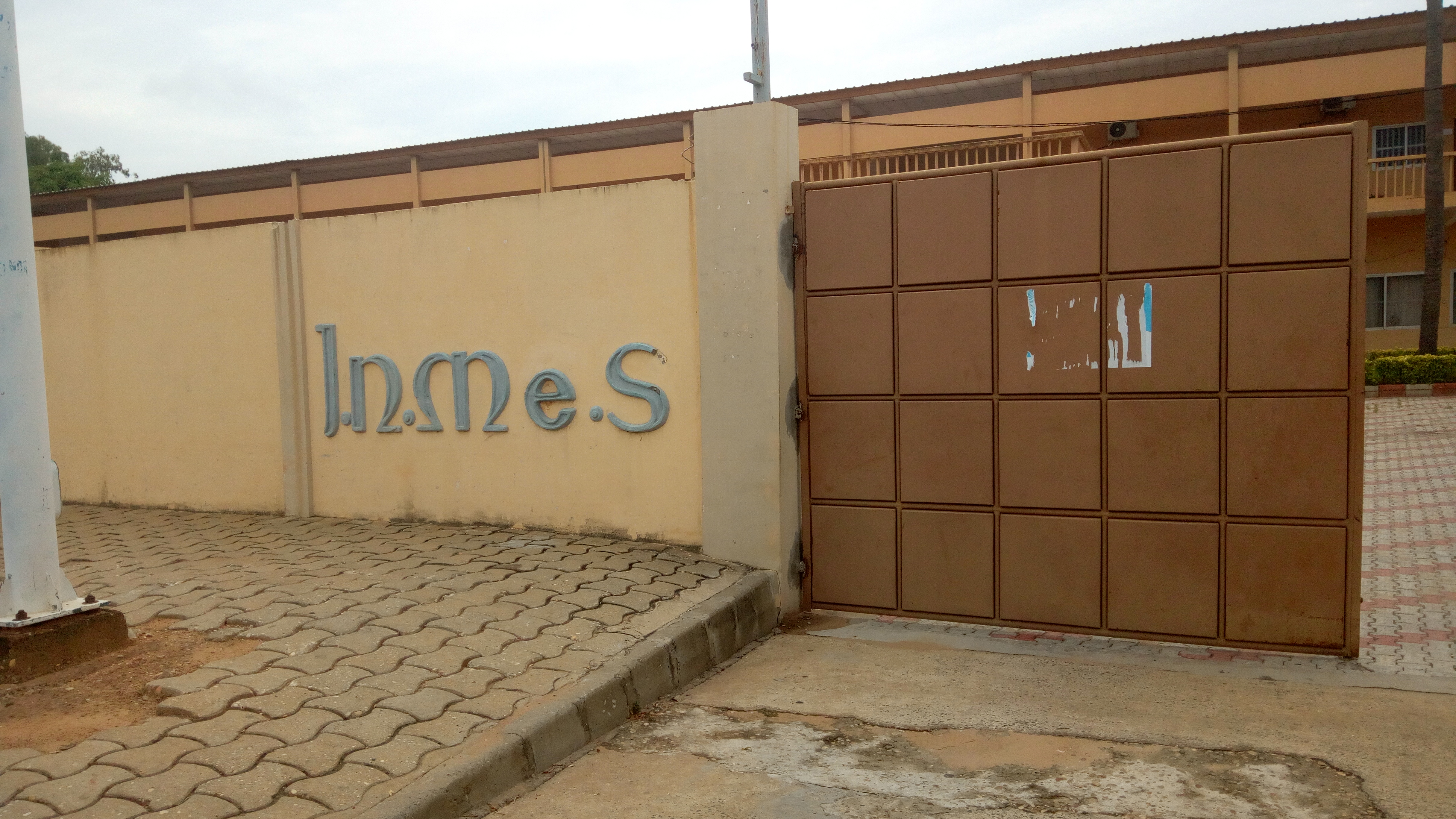
Portail de l'Institut national médico-sanitaire